# Сударенков, Валерий Васильевич
Вале́рий Васи́льевич Сударенков (р. 13 июня 1940 года) — советский партийный и российский политический деятель, 1-й секретарь Калужского обкома КПСС, губернатор Калужской области.

## Биография
Родился 13 июня 1940 года в деревне Нижние Горки Малоярославецкого района (ныне — Калужской области) в семье военнослужащего и сельской учительницы. По национальности русский.

### Образование и трудовая деятельность
Окончил железнодорожный техникум, Калужский филиал МВТУ им. Н. Э. Баумана в 1969 году (учился год очно и 5 лет на вечернем отделении), заочную Высшую партийную школу при ЦК КПСС в 1979 году. Прошел срочную службу в ВМФ (Тихоокеанский флот, 1959—1963).
С 1964 года — техник, старший техник Калужского турбинного завода, с 1965 инженер, старший инженер, начальник бюро, замначальника цеха, начальник цеха опытного моторного завода (Калуга).

### Политическая деятельность
С 1972 года — инструктор, с 1976 заместитель заведующего, с 1980 года — заведующий отделом оборонной промышленности Калужского обкома КПСС.
С 1984 по 1986 год — первый секретарь Калужского горкома КПСС. С 1986 по 1990 год — заместитель председателя Совета Министров Узбекской ССР.
В начале 1990 г. в Калужском обкоме КПСС разразился конфликт между первым секретарем Геннадием Улановым и вторым — Владиславом Олейниковым. В результате они оба ушли со своих постов. Калужская партийная элита вспомнила про Сударенкова, и он оказался в числе кандидатов на высшую областную партийную должность. И одержал победу.
С 1990 по 1991 год В. И. Сударенков — первый секретарь Калужского обкома КПСС. Состоял в ЦК КПСС с июля 1990 года по август 1991 года. Накануне августовских событий 1991 года подал в отставку с поста первого секретаря обкома.
С апреля 1990 по декабрь 1993 года — председатель Калужского областного Совета народных депутатов.
В декабре 1993 года избран членом Совета Федерации, был председателем комитета по науке, культуре, образованию, здравоохранению и экологии.
В апреле 1994 года избран депутатом и председателем Законодательного собрания Калужской области. В ноябре 1996 года избран главой администрации Калужской области при поддержке Народно-патриотического союза России. По должности входил в Совет Федерации, возглавлял Комитет по науке, культуре, образованию, здравоохранению и экологии. В очередных губернаторских выборах в Калужской области, прошедших 12 ноября 2000 года, не участвовал.
В 2000—2015 годах — член Совета Федерации от исполнительной власти Калужской области. Являлся членом Государственного экспертного совета при Президенте РФ по особо ценным объектам культурного наследия народов РФ и членом Правительственной комиссии по реализации концепции национальной политики.

## Награды
- Орден «Знак Почёта» (1981)
- Орден Трудового Красного Знамени (1986)
- Орден Почёта (2000)
- Благодарность Президента Российской Федерации (5 апреля 2004) — за активное участие в законотворческой деятельности
- Орден Дружбы (2013)
- Медаль «За особые заслуги перед Калужской областью» I степени (8 июня 2015) — за особые заслуги и высокие личные достижения, способствующие социально-экономическому развитию Калужской области
- Почётный гражданин города Обнинска
- Юбилейная медаль «80 лет Калужской области» (9 апреля 2024) — за достигнутые трудовые успехи и личный вклад в социально-экономическое развитие Калужской области

## Семья
Женат, две дочери.